# Castilleja del Campo
Castilleja del Campo is een gemeente in de Spaanse provincie Sevilla in de regio Andalusië met een oppervlakte van 16,22 km². Castilleja del Campo telt 635 inwoners (1 januari 2016).

## Demografische ontwikkeling
Bron: INE, 1857-2011: volkstellingen